# Daniel Guzdek
Daniel Guzdek (ur. 1986) – polski aktor filmowy i teatralny.

## Życiorys
W 2007 roku ukończył Studio Aktorskie L’Art Studio w Krakowie, a w 2012 roku Wydział Aktorski Akademii Sztuk Teatralnych im. Stanisława Wyspiańskiego w Krakowie.
Na deskach teatru debiutował w 2011 roku spektaklem Mały Książę w reżyserii Cezarego Domagały w Teatrze im. Ludwika Solskiego w Tarnowie. Brał udział również w Makbecie w reżyserii R. Matusza. Zagrał rolę płk. Grońskiego w filmie fabularno-dokumentalnym Żołnierze wyklęci (2008). Rozpoznawalność przyniosła mu rola Bogusia Strasznego w serialu Przypadki Cezarego P. (2015).
Współpracuje m.in. z Teatrem im. Ludwika Solskiego w Tarnowie.

## Filmografia

### Filmy
| Rok       | Tytuł                                          | Rola                                      | Uwagi                    |
| --------- | ---------------------------------------------- | ----------------------------------------- | ------------------------ |
| 2014      | Facet (nie)potrzebny od zaraz                  | „inteligencik”                            |                          |
| 2015      | Disco polo                                     | klawiszowiec z „Atomica”                  | nie występuje w napisach |
| 2017      | Sztuka kochania. Historia Michaliny Wisłockiej | lekarz w poradni                          |                          |
| 2017      | Atak paniki                                    | Witek                                     |                          |
| 2017–2018 | Drunk history. Pół litra historii              | Tadeusz Kościuszko                        |                          |
| 2019      | Ikar. Legenda Mietka Kosza                     | perkusista w trio Mietka                  |                          |
| 2019      | Deadline                                       | Tymek                                     |                          |
| 2020      | Dusidło                                        | prowadzący mityng                         |                          |
| 2020      | Banksterzy                                     | Damian, pracownik „Polskiego Banku”       |                          |
| 2020      | Magnezja                                       | młodszy aspirant Maciej Abażur            |                          |
| 2022      | Prorok                                         | Tyczka, esbek przesłuchujący Wyszyńskiego |                          |
| 2022      | 8 rzeczy, których nie wiecie o facetach        | pensjonariusz szpitala psychiatrycznego   |                          |

### Seriale
| Rok       | Tytuł                      | Rola                                   | Uwagi                  |
| --------- | -------------------------- | -------------------------------------- | ---------------------- |
| 2008      | Żołnierze wyklęci          | pułkownik Groński                      | odc. 2, 3              |
| 2012      | M jak miłość               | Rafał, narzeczony Heleny               | odc. 968               |
| 2014      | Ojciec Mateusz             | fotograf „Wróbelka”                    | odc. 135               |
| 2014      | Komisarz Alex              | Tadeusz Dygas                          | odc. 71                |
| 2015      | Przypadki Cezarego P.      | Boguś Straszny, syn Zenka              |                        |
| 2015–2016 | Singielka                  | Bartek „Bajtek” Śmigielski, informatyk |                        |
| 2017      | Komisarz Alex              | Gracjan Wójcik                         | odc. 107               |
| 2018–2019 | Za marzenia                | II reżyser „Kojot”                     |                        |
| 2018      | Korona królów              | aktor Gąsior                           | odc. 7, 8              |
| 2018      | Drogi wolności             | ksiądz                                 |                        |
| 2018      | Na dobre i na złe          | Marek                                  | odc. 720               |
| 2019      | Echo serca                 | kolega Sebastiana                      | odc. „Noc sylwestrowa” |
| 2019      | Pułapka                    | dziennikarz                            | odc. 7                 |
| 2020      | Ludzie i bogowie           | więzień Staszek                        | odc. 11                |
| 2020      | Królestwo kobiet           | nauczyciel wf-u                        | odc. 3                 |
| 2021      | The Office PL              | fotograf                               | odc. 8                 |
| 2022      | Herkules                   | Norbert Wolski                         | odc. 5                 |
| 2023      | Komisarz Alex              | Rafał Soszko                           | odc. 247               |
| 2023      | 1670                       | Jędrula                                | odc. 2, 5              |
| 2023      | Camera Café. Nowe parzenie | serwisant                              | odc. 7                 |

Sporządzono na podstawie materiałów źródłowych.